# Mischkalkulation
Unter einer Mischkalkulation (auch Ausgleichskalkulation genannt) versteht man eine Kalkulation, bei der in einem aus mehreren Produkten bestehenden Angebot aus strategischen Erwägungen die Preise für einige angebotene Produkte gemessen an den Herstellkosten bewusst zu niedrig und für andere zu hoch angesetzt werden. Der Anbieter erwartet dabei in der Regel, dass die geringeren Gewinne oder sogar Verluste, die mit einigen dieser Produkte erzielt werden, durch entsprechende höhere Gewinne anderer Produkte ausgeglichen werden, so dass insgesamt ein akzeptabler Deckungsbeitrag erreicht wird.  

## Ziele
Mischkalkulationen können aus unterschiedlichen Motivationen heraus vorgenommen werden:
- Vereinfachung der Preisgestaltung (Beispiel: verschiedene Fruchtjoghurt-Sorten eines Herstellers, die trotz unterschiedlicher Preise für die Obstsorten zu einem einheitlichen Preis verkauft werden),
- Gewinnen neuer Kunden mit dem Ziel des Querverkaufs (Beispiel: günstige Tintenstrahldrucker und teure Ersatztinte),
- Verdrängung von Wettbewerbern, die aufgrund anderer Kostenstrukturen keine entsprechende Mischkalkulation anbieten können (Beispiel: Ein Anbieter professioneller Software bietet eine im Leistungsumfang reduzierte Konsumentenvariante besonders günstig an, um den konkurrierenden Anbieter eines reinen Konsumentenprodukts vom Markt zu drängen.),
- Ein günstigerer Gesamtangebotspreis in der Annahme, dass die zu teuren Produkte nach Auftragsvergabe in höherer Stückzahl nachgefragt werden als im Angebot kalkuliert.[1] (Beispiel: ein Büromöbelausstatter bietet in einer öffentlichen Ausschreibung Standard-Schreibtische und Stühle günstiger an, weil er annimmt, das zum Ausgleich zu teuer kalkulierte Sondermöbel und Zusatzprodukte stärker nachgefragt werden als in der Ausschreibung angenommen.)

Je nach Preisgestaltung und Artikelart wird dabei unterschieden zwischen Schlüsselartikeln, Zugartikeln und Kompensationsartikeln:
- Schlüsselartikel sind die Artikel, die von den Konsumenten besonders mit dem Preis wahrgenommen werden.
- Zugartikel sind Profilierungsartikel, die günstig angeboten werden, um quasi als Lockangebot die Kunden zu begeistern und an den Markt zu binden.
- Kompensationsartikel sind alle anderen „normalen“ Artikel, die über ihren höheren Deckungsbeitrag die anderen Artikel quersubventionieren.

Analog wird auch von Profilierungs-, Pflicht-, Impuls- / Saison- und Ergänzungskategorien gesprochen. Hierbei ist die Schlüsselkategorie die Teilmenge der Pflichtkategorie, die von den Kunden besonders preisbewusst und -sensibel wahrgenommen wird und daher entgegen dem Rest der Pflichtkategorie geringe bis gar keine Deckungsbeiträge erwirtschaftet. Generell ist die Pflichtkategorie die Kategorie, die ein Markt haben muss, da diese Artikel unbedingt von den Konsumenten erwartet werden (z. B. Lebensmittel des täglichen Bedarfs in einem Supermarkt oder Kleidung und Haushaltswaren in einem Kaufhaus).

## Vergaberecht
Eine besondere Bedeutung haben Mischkalkulationen im Vergaberecht. Nach der Rechtsprechung des BGH sind Mischkalkulationen innerhalb eines Angebots vergaberechtlich unzulässig, wenn der Bieter hierdurch nicht denjenigen Preis angibt, den er in Rechnung zu stellen beabsichtigt.